# جون إي. روس
جون إي. روس (بالإنجليزية: John E. Ross)‏ هو سياسي أمريكي، ولد في 15 فبراير 1818 في مقاطعة ماديسون في الولايات المتحدة، وتوفي في 17 فبراير 1890.